# Émanville (Eure)
Émanville é uma comuna francesa na região administrativa da Normandia, no departamento de Eure. Estende-se por uma área de 10,74 km². Em 2010 a comuna tinha 569 habitantes (densidade: 53 hab./km²).